# 福地源一郎
福地 源一郎（ふくち げんいちろう、天保12年3月23日（1841年5月13日） - 明治39年（1906年）1月4日）は、日本の幕末の旗本（外国奉行支配調役格通弁御用頭取、150俵3人扶持、御目見得以上）。明治時代の政論家・劇作家・小説家。幼名八十吉（やそきち）。号星泓のち櫻癡（おうち、新字体：桜痴）、別号吾曹。福地桜痴の名で知られる。東京日日新聞社長、最晩年は衆議院議員。
「江湖新聞」発刊で筆禍を得、大蔵官僚を経て東京日日新聞社主筆・社長に就任。当時の言論界・政界に大きな影響力を揮ったが、のち声望傾き、退社後は演劇改良運動に傾注して活歴劇を創始。改修物、翻案物のほか時代物や世話物を創作して劇壇の第一人者となった。

## 生涯

### 幕府時代

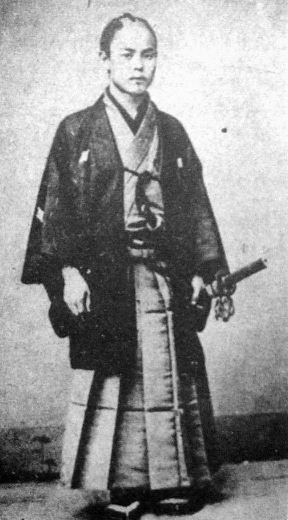
留学生時代

天保12年（1841年）、長崎新石灰（しっくい）町（現在の長崎市油屋町）で長門国豊浦郡府中（現 山口県下関市）出身の儒医・岸田苟庵（福地苟庵）の息子として生まれた。幼時から長川東洲について漢学を学び、15歳の時に長崎で阿蘭陀通詞・名村八右衛門のもとで蘭学を学ぶ。安政4年（1857年）に海軍伝習生の矢田堀景蔵に従って江戸に出た。以後、2年間ほどイギリスの学問や英語を森山栄之助の下で学び、外国奉行支配通弁御用雇として、翻訳の仕事に従事することとなった。万延元年（1860年）、御家人に取り立てられる。文久元年（1861年）には柴田日向守に付いて通訳として文久遣欧使節に参加し、ロシア帝国との国境線確定交渉に関与している。また、同年に発生した第一次東禅寺事件では外国方として現場にいたため事件を目撃し、その詳細を記録している（『史談会速記録』）。
慶応元年（1865年）には再び幕府の使節としてヨーロッパに赴き、フランス語を学び、西洋世界を視察した。そしてロンドンやパリで刊行されている新聞を見て深い関心を寄せ、また西洋の演劇や文学にも興味を持ち始める。
慶応2年（1866年）1月に江戸に帰着し、同年3月、外国奉行支配調役格通詞御用頭取に任じられて蔵米150俵3人扶持に加増され、御目見得以上（旗本）に列した。しかし、開国論の主張が攘夷派に敵視されて不平に堪えず遊蕩に耽った。
慶応3年（1867年）10月の大政奉還の際には、徳川慶喜が自ら大統領になり新政府の主導権を握るべしとの内容の意見書を小栗忠順に対して提出したが、その意見の妥当性は認められたものの、慶喜の意向が判然としないことなどの理由から容れられることが無かった。

### 維新後
江戸開城後の慶応4年閏4月（1868年5月）に江戸で『江湖新聞』を創刊した。翌月、彰義隊が上野で敗れた後、同誌に「強弱論」を掲載し、「ええじゃないか、とか明治維新というが、ただ政権が徳川から薩長に変わっただけではないか。ただ、徳川幕府が倒れて薩長を中心とした幕府が生まれただけだ」と厳しく述べた。これが新政府の怒りを買い、新聞は発禁処分、福地は逮捕されたが、木戸孝允が取り成したため、無罪放免とされた。明治時代初の言論弾圧事件であり、太政官布告による新聞取締りの契機となった。その後、徳川宗家の静岡移住に従い自らも静岡に移ったが、同年末には東京に舞い戻り、士籍を返上して平民となり、浅草の裏長屋で「夢の舎主人」「遊女の家市五郎」と号して戯作、翻訳で生計を立て、仮名垣魯文、山々亭有人等とも交流した。その後下谷二長町で私塾日新舎（後に共慣義塾に改名）を開き（後に本郷に移転）、英語と仏語を教えている。
明治3年（1870年）、渋沢栄一の紹介で伊藤博文と意気投合して大蔵省に入り、また伊藤とともにアメリカへ渡航し、会計法などを調査して帰国。翌年、岩倉使節団の一等書記官としてアメリカ・ヨーロッパ各国を訪れ、明治6年（1873年）に一行と別れてトルコを視察して帰国。明治7年（1874年）、大蔵省を辞して政府系の『東京日日新聞』発行所である日報社に入社（主筆、のち社長）、署名の社説を書き、また紙面を改良して発行部数を増大させた。政治的立場としては漸進主義を唱えて、自由党系の新聞からは御用主義、保守主義と批判されたが、政界に親しくした。明治8年（1875年）に新聞紙条例と讒謗律が発布された際には、その適用について各新聞社が共同で政府へ提出した伺書の起案を行った。また同年には地方官会議で議長・木戸孝允を助けて書記官を務める。明治10年（1877年）に西南戦争が勃発すると2月22日軍団御用係の名目で自ら戦地に出向き、山縣有朋の書記役も得て、田原坂の戦いなどに従軍記者として参陣、「戦報採録」など現地からの戦争報道を行ってジャーナリストとして大いに名を上げた。この東京への帰途に木戸孝允の依頼で、京都で明治天皇御前で戦況を奏上する。
明治11年（1878年）に渋沢栄一らとともに東京商法会議所を設立。また下谷区から東京府会議員に当選し、議長となった（のちに東京市議にも当選）。さらに、東京株式取引所肝煎にも推挙される。明治14年（1881年）、私擬憲法『国憲意見』を起草し、また軍人勅諭の制定にも関与した。この年、『東京日日新聞』は1万2千部を発行するようになる。この頃、下谷の茅町の自宅で豪奢な生活を送り、自宅は俗に「池端御殿」、福地本人は「池ノ端の御前」などと呼ばれ、多くの招待客が訪れていた。
明治15年（1882年）、丸山作楽・水野寅次郎らと共に立憲帝政党を結成し、天皇主権・欽定憲法の施行・制限選挙等を政治要綱に掲げた。自由党や立憲改進党に対抗する政府与党を目指し、士族や商人らの支持を受けたが、政府が超然主義を採ったため存在意義を失い、翌年に解党した。

### 演劇・文学活動へ

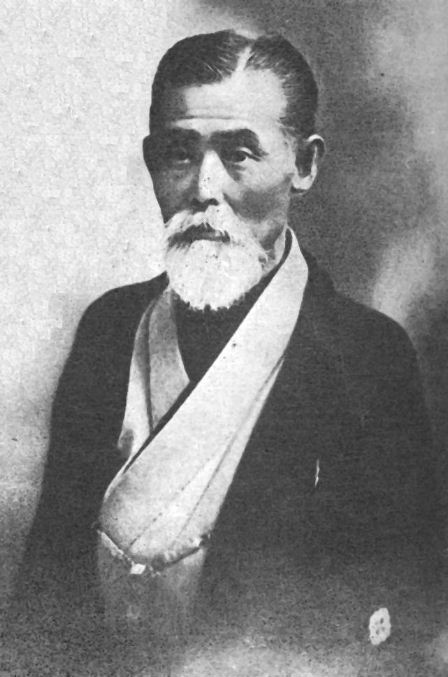
晩年の福地源一郎

たびたびの洋行以来、親しい市川團十郎や守田勘彌、中村宗十郎などと演劇論を語り、新しい演劇に取り組み、明治12年（1879年）にはリットン『マネイ（人間万事金世中）』などフランスやイギリスの戯曲や小説を翻案して、河竹黙阿弥や三遊亭圓朝に提供した。その後、演劇改良論を書き始め、明治19年（1886年）の演劇改良会の発起人に加わるなど、次第に演劇改良運動とそれを実践する劇場の開設に執念を燃やすようになる。明治20年（1887年）以後は歴史著作も執筆した。
明治21年（1888年）には官報発行などにより、政府寄りの東京日日新聞は経営不振となり日報社を退社。この年から小説も手を染め、政治小説、諷刺小説、ロマンス小説、歴史小説などを執筆。
明治22年（1889年）11月には千葉勝五郎とともに、東京の木挽町に歌舞伎座を開場した。福地はまもなく借金問題により経営から離れ、歌舞伎座の座付作者となって活歴物や新舞踊などの脚本を多数執筆し、市川團十郎らがこれを演じた。代表作には『大森彦七』『侠客春雨傘』『鏡獅子』『春日局』などがある。1891年歌舞伎座にかかった『舞扇恨之刃』は『トスカ』の翻案であり、桜痴ただひとつの翻案物である。
明治24年（1891年）から条野採菊の『やまと新聞』に小説を連載したのをきっかけに、社長の松下軍治に請われて顧問格となって評論活動を続ける。1897年4月、歌舞伎座の作者部屋で、桜痴と河竹派が不和になり、立作者3世河竹新七以下が退座し、桜痴が立作者になった。
明治36年（1903年）に團十郎が死去すると舞台から手を引き、政界返り咲きを企図して翌年の第9回衆議院議員総選挙に東京府東京市区から無所属で立候補して最下位当選を果たすが、この時には既にかつて福澤諭吉と並び称されたような社会的影響力は失われていた。明治39年（1906年）、議員在職中に死去、享年66。葬儀は増上寺で行われ、谷中霊園に葬られた。

## 人物・逸話
- 文久3年（1863年）、小笠原長行の入京クーデター計画に関与していたが、事件の首謀者である水野忠徳の機転により、処罰を免れている。
- 明治8年（1875年）1月14日の紙面で「社会」を「ソサエチー」のルビつきで掲載し、これが「社会」という日本語が使われた最初と言われている。
- 明治34年（1901年）2月の福澤諭吉の死によせて書いた記事「奮友福澤諭吉君を哭す」（日出國新聞 2月5日）は、福地の文章の中でも会心の出来映えで、明治期でも指折りの名文とされる。福澤の死の際に両者の人物が比較され、福地は才において優る。しかし意思の強固さでは福澤が数等上であると評された。
- 遊び好きであり、吉原大門に「春夢正濃 満街櫻花 秋信先通 両通燈影」の揮毫をした。
- 芸妓を落籍させて妾としていたが、やがて肺病で死去。看病中、彼女が懐中時計の蓋を開閉する際の音が好きだったため、時間の許す限り時計の開閉を続け、彼女が亡くなった際、枕元には蓋の壊れた懐中時計が、20個以上並んでいた。

## 著作
福地の文化面における功績は大きく、多くの著作を残している。福澤諭吉と並んで「天下の双福」と称された。明治20年（1887年）に翻訳したベンジャミン・ディズレーリ『カニングスビー』は青少年に歓迎され、北村透谷もこれに感銘を受けたと言われる。明治20年代に徳富蘇峰の『國民之友』誌に幕末の回顧録を連載し、『幕府衰亡論』などにまとめられている。明治27年（1894年）に渋沢栄一が『徳川慶喜公傅』を桜痴に書かせようとしたが、桜痴の多忙と、その後の病気で完結せず、死後に荻野由之によって完成した。
政治小説
- 『増訂　もしや草紙』文海堂 1888年11月（「もしや草紙」として『東京日日新聞』1888年9月2日-11月9日）
- 『煨芋の煙』東京日日 1888年
- 『外国巡礼』東京日日 1889年
- 『滑稽妄説仙居の夢』東京毎日 1890年
- 『天竺徳兵衛』春陽堂 1892年
- 『撰挙競争嘘八百』東京日日 1892年
- 『支那問罪義経仁義主汗』国民新聞 1894年
- 『伏魔殿（前篇）（後篇）』春陽堂 1895年（初出題「怪物屋敷」「嘘の世の中」）
- 『買収政略大策士』春陽堂 1897年（初出題「滑稽小説秘密機関」）

世相諷刺、その他小説
- 『滑稽小説色と恋』 1888年
- 『都見物』 1890年
- 『陰陽大和錦 やまと新聞』1890年（夢の屋主人名義）
- 『黒犬漫筆・貧乏神』東京毎日 1890年
- 『黒犬漫筆・智慧伝授』東京日日 1890年
- 『滑稽素人芝居』やまと 1890年
- 『黙子放言第一・御吐合』やまと 1890年
- 『花懺悔』 やまと 1890年
- 『社会百態』やまと 1891年
- 『田舎めぐり』東京日日 1891年
- 『兩面假興眞（ふたおもてうそとまこと）』1892年（初出題「嘘世界」）
- 『諷世嘲俗浄玻璃』都新聞 1892年
- 『夢が夢中』春陽堂 1894年
- 『浮世見物』春陽堂 1894年
- 『偽稱紳士 明治文庫』 1894年
- 『張嬪 庚寅新誌社』 1894年
- 『偽諷世嘲俗浄玻璃』 1894年
- 『奇縁奇遇 時事新報』 1897年（初出題「思ひ思ひ」）
- 『軒奸 文藝倶楽部』 1898年
- 『世はさまざま』日出國 1901年

歴史著作
- 『尊号美談』東京日日新聞 1887年
- 『久光公記』東京日日新聞 1888年
- 『幕府衰亡論』1892年
- 『懐往事談』民友社 1894年
- 『幕末政治家』1900年
- 『高島秋帆』博文館 1898年
- 『孔夫子』非売品 1898年
- 『赤穂浪士』1902年
- 『長崎三百年』1902年
- 『第九代市川團十郎略傅』非売品 1903年
- 『時文大観 2 櫻痴文集』時文大観刊行會 1910年

翻訳
- ビーコンズフィールド（ベンジャミン・ディズレーリ）『春鶯囀』1884年（『カニングスビー』、関直彦訳の校訂）
- ビーコンズフィールド『昆太郎物語』1890年11月（『コンタリーニ・フレミング』、塚原澁柿と共訳。『東京日日新聞』1887年7月31日-12月24日、第2回から「昆太利物語」と改題）
- シルレル（フリードリヒ・フォン・シラー）『春雪瑪利（メリー）御最後』1888年（『マリア・シュトゥーアルト』）

著作新版
- 『明治文學全集11 福地櫻痴集』柳田泉編、筑摩書房、1966年。「幕府衰亡論」「懐往事談」など収録
- 『幕府衰亡論』（石塚裕道校注、平凡社東洋文庫 1967年）、のちオンデマンド版（下記も）
- 『幕末政治家』（新人物往来社、1968年／平凡社東洋文庫 1989年／佐々木潤之介校注、岩波文庫 2003年）

## 伝記
- 田村寿 『三代言論人集 第3巻　福地桜痴』 時事通信社 1962年
- 柳田泉 『福地桜痴』 吉川弘文館〈人物叢書〉1965年、新装版1989年
- 小島直記 『一期の夢 小説・福地桜痴』 実業之日本社 1980年／集英社文庫 1983年
- 小山文雄 『明治の異才 福地桜痴』 中公新書 1984年
- 山田俊治『福地桜痴　無駄トスル所ノ者ハ実ハ開明ノ麗華ナリ』 ミネルヴァ書房〈日本評伝選〉 2020年

## 登場作品
テレビドラマ
- 黒書院の六兵衛 (2018年、WOWOW、演：駒木根隆介)
- 青天を衝け (2021年、NHK大河ドラマ、演：犬飼貴丈)

小説
- 歴史は眠らない（2024年、著：穂高健一)

テレビアニメ
- 文豪ストレイドッグス（2023年、声：大塚明夫・浦和希(少年時代)）